# Hölle (Geroldsee)
Hölle, heute eine Wüstung, war ein Ortsteil der Gemeinde Geroldsee im ehemaligen Landkreis Parsberg in der Oberpfalz. Die Ansiedelung wurde mit der Gemeinde Geroldsee 1951 wegen des zu errichtenden amerikanischen Truppenübungsplatzes Hohenfels abgesiedelt.

## Geographische Lage
Die Wüstung liegt auf ca. 510 m über NHN etwa 500 m von der südlichen Begrenzung des Truppenübungsplatzes entfernt am Hang des Bruderberges (607 m über NHN) und gegenüber dem Berg Himmel.

## Geschichte
Die Einöde Höll(e) ist erstmals 1867 amtlich als Ortsteil der Gemeinde Geroldsee genannt. Sie bestand zu dieser Zeit aus 2 Gebäuden, in denen 4 Einwohner lebten. Kirchlich gehörte das Anwesen zur Pfarrei Velburg im Bistum Eichstätt. Es handelte sich um einen bäuerlichen Betrieb; bei der Viehzählung in Bayern 1873 wurden von den 1871 gezählten 5 Einwohnern an Großvieh 5 Stück Rindvieh gehalten. Laut den weiteren amtlichen Verzeichnissen lebten in dem einzigen Wohngebäude der Einöde im Jahr 1900 3, 1925 11, 1938 und 1950 jeweils 7 Bewohner.
Im Zuge der Bildung eines Truppenübungsplatzes für US- und NATO-Truppen wurde die Gemeinde Geroldsee mit Ausnahme des außerhalb des Truppenübungsplatzes liegenden Gemeindeteils Dantersdorf bis zum 1. Oktober 1951 geräumt und ihre Bewohner umgesiedelt; am 25. Januar 1952 beschloss die Regierung von Oberpfalz, Dantersdorf zum 25. März 1952 zur Gemeinde Velburg zu legen. Am 6. Oktober 1958 wies das Bayerische Staatsministerium des Innern an, die restlich verbliebene Gemeinde Geroldsee aufzulösen. Damit erlosch auch die Einöde Hölle und wurde im Truppenübungsplatz zur Wüstung.

## Sage
Im 1857/59 erschienenen Werk „Sitten und Sagen aus der Oberpfalz“ von Franz Schönwerth heißt es, dass westlich von Geroldsee vom Berg „Himmel“ ein kesselförmiges Tal, genannt „Hölle“, hinabgeht; dort wohne eine einzige Familie, deren Äußeres „fremdartig“ sei.